# Suzuki
Das Unternehmen Suzuki K.K. (japanisch スズキ株式会社, Suzuki kabushiki-gaisha; englisch Suzuki Motor Corporation), gelistet im Nikkei 225, ist ein japanischer Hersteller von Motorrädern, Autos und Außenbordmotoren. Suzuki ist nach Honda der größte Exporteur von Motorrädern weltweit. Die deutsche Vertriebsgesellschaft von Suzuki hat ihren Sitz in Bensheim.

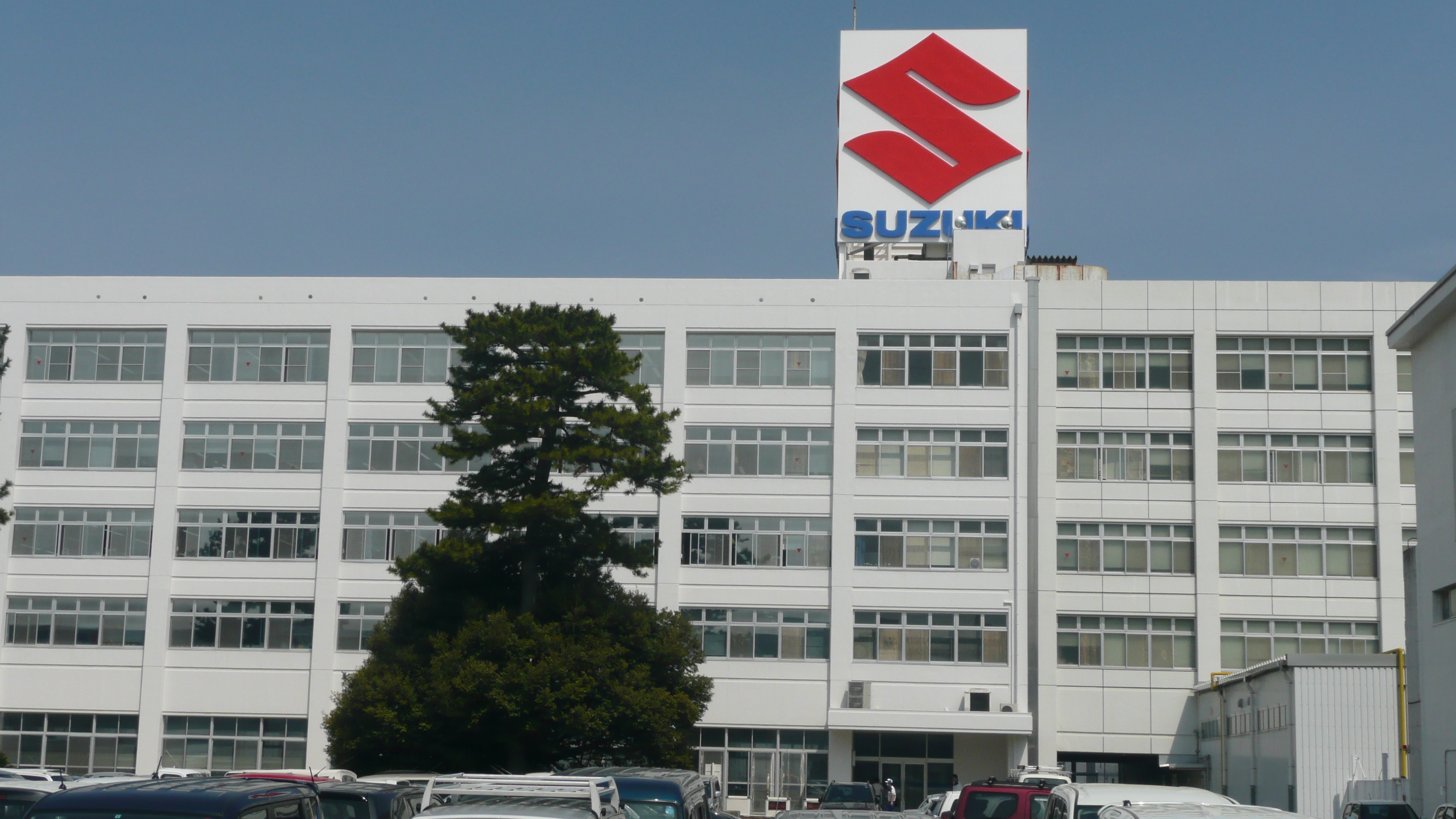
Suzuki-Unternehmenszentrale in Hamamatsu

## Firmengeschichte

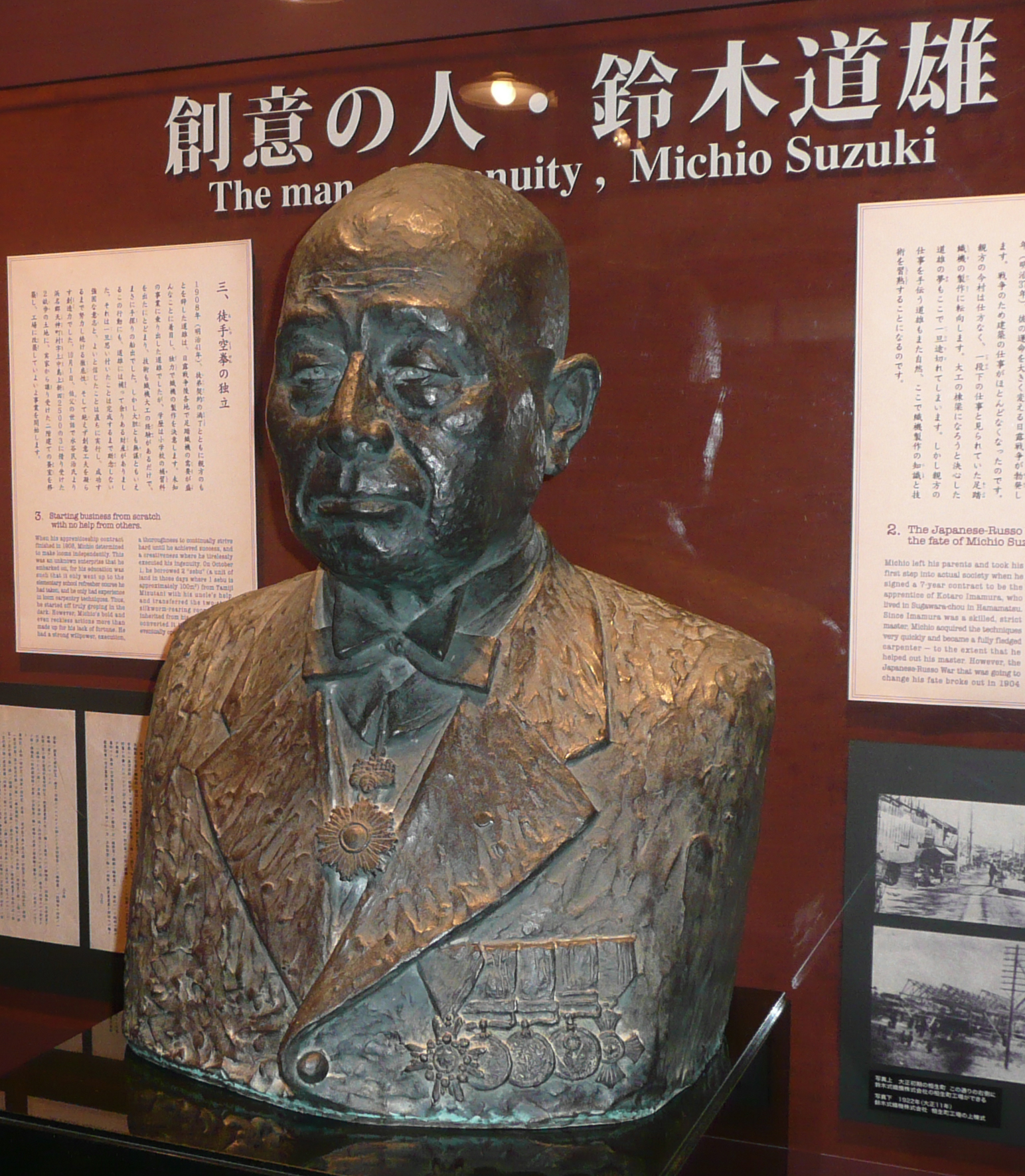
Michio Suzuki

Der Unternehmensgründer Michio Suzuki wurde am 10. Februar 1887 in der Nähe von Hamamatsu, etwa 200 km südwestlich von Tokio, geboren.
Dort gründete er 1909 ein Unternehmen zur Herstellung von Webstühlen. Dieses expandierte rasch, und 1920 folgte der Gang an die Börse als Suzuki-shiki shokki K.K. (鈴木式織機株式会社, englisch Suzuki Loom Manufacturing Co.). Zu dieser Zeit gab es durchaus Bestrebungen Suzukis, ein eigenes Automobil zu entwickeln – Japan war damals im Fahrzeugbereich äußerst rückständig gegenüber Europa und Amerika, und die Nachfrage nach Kraftfahrzeugen im eigenen Land stieg. 1936 kaufte Michio Suzuki einen Austin 7. Mit seinen Ingenieuren zerlegte er das britische Automobil und studierte es genau, woraufhin sie einen Prototyp entwickelten, den sie im folgenden Jahr 1937 präsentierten.
Zwar wurden noch weitere Fahrzeuge gebaut, die Herstellung wurde aber bald auf Kriegsproduktion umgestellt, wodurch in Japan die Fertigung „nicht lebenswichtiger“ Güter stark eingeschränkt wurde. Die Fahrzeugprojekte wurden vorerst fallen gelassen. Schon 1937 produzierte Suzuki Munition für die Kaiserliche Armee. In den Folgejahren gab es zunehmend militärische Aufträge, Suzuki wurde Teil des militärisch-industriellen Komplexes.
Während des Zweiten Weltkriegs wurden viele Produktionseinrichtungen zerstört und die Herstellung auf andere Bereiche verschoben. Nach Kriegsende fertigte Suzuki unter anderem Landmaschinen und Heizlüfter.

### Entwicklung seit 1945
Japan war nach seiner Niederlage im Zweiten Weltkrieg bis April 1952 von US-Truppen besetzt.
Im Juni 1952 stellte Suzuki sein erstes motorisiertes Zweirad vor, ein mit einem 36-cm³-Motor angetriebenes Fahrrad namens Power Free. Der Motor der Power Free war auch ohne Fahrrad erhältlich und leistete 1 PS. Im März 1953 erschien die Diamond free (60-cm³-Motor und 2 PS), gefolgt vom Mini Free 1954. Im Mai 1954 wurde das erste „richtige“ Motorrad vorgestellt, die Colleda mit 90-cm³-Viertaktmotor und 3 PS. Sie war für damalige Verhältnisse innovativ und orientierte sich stark an europäischen Vorbildern. Bald gab es die Colleda auch mit größeren Motoren.
1954 war das Geschäft mit Motorrädern für Suzuki so wichtig, dass sich das Unternehmen in Suzuki jidōsha kōgyō K.K. (鈴木自動車工業株式会社, engl. Suzuki Motor Co., Ltd.) umbenannte. Im gleichen Jahr wurde die Produktion von Webstühlen eingestellt.

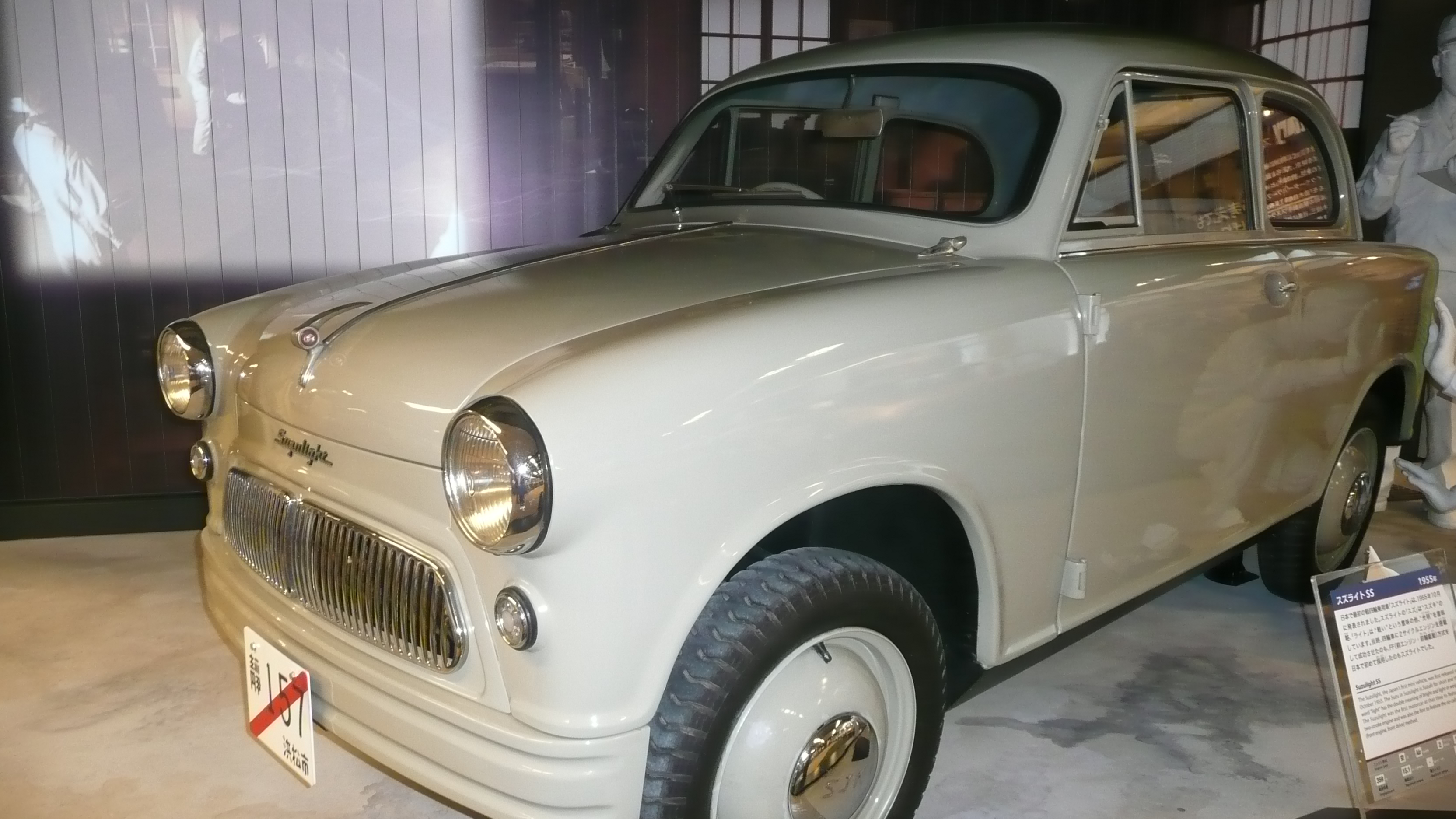
Suzulight

Im Jahr 1955 stellte man mit dem Suzulight (Zweizylindermotor mit 360 cm³ Hubraum) den ersten erfolgreichen Kleinwagen vor. Mit diesem Fahrzeug konnte Suzuki erstmals richtig auf dem Automobilsektor Fuß fassen.
Bald begann man mit der internationalen Expansion. So wurde 1963 die US-amerikanische Vertriebsgesellschaft Suzuki Motor Corp. in Los Angeles gegründet. Damit wurde der wichtige US-amerikanische Markt erschlossen.
Weitere wichtige Meilensteine waren unter anderem:
- 1965 stellte Suzuki den D55 vor, einen Außenbordmotor zum Bootsantrieb mit zwei Zylindern und 5,5 PS.
- Moorkens (heute Alcopa) war das erste Vertriebsunternehmen in Europa.[3]
- Seit 1969 werden Motorräder in Deutschland vertrieben, seit 1980 werden außerdem Automobile auf dem deutschen Markt angeboten.
- Im Jahr 1976 wurde die GS-Baureihe eingeführt. Basis waren die Entwicklung der GS400 als Zweizylindermaschine und der GS750D, dem ersten Vierzylindermotorrad von Suzuki. 1976 wurde ihr die kleinere GS550 beigestellt.

Mit der Einführung der Viertaktmotoren wurden die Zweitakter in den großen Hubraumklassen aus dem Programm genommen. Nur in den unteren Hubraumklassen bis 500 cm³ blieben Zweitaktmotoren noch bis in die 1980er Jahre im Programm (X5, X7, RG 500). Auch im Motocross-Bereich wurden noch Zweitaktmotoren hergestellt.
- Mit dem ersten Quad (das LT 125 wurde 1982 entwickelt und kam 1983 auf den Markt) war Suzuki Pionier eines neuen Marktes.
- 1984 stellte Suzuki auf der IFMA (Internationale Fahrrad- und Motorradausstellung) in Köln die GSX-R750 vor.
- Im Oktober 1990 änderte sich die Firmierung in Suzuki K.K. (スズキ株式会社, engl. Suzuki Motor Corporation).

Anfang 2014 waren in Deutschland 525.804 Suzuki-Krafträder zugelassen (Marktanteil 12,97 %). Für die europäischen Märkte wurde in Japan, China, Thailand, Taiwan und Indonesien produziert.

### Beteiligung von General Motors
1981 vereinbarten Suzuki, Isuzu und General Motors (GM) eine engere Zusammenarbeit.
2000 verdoppelte GM seine Beteiligung an Suzuki für 653 Millionen USD auf 20 %. 
2006 reduzierte GM diese Beteiligung auf drei Prozent. Diese Restbeteiligung wurde im November 2008 für 230 Millionen USD verkauft. 
Aus dieser engen Verbindung stammt das Fahrzeug, das als Suzuki Wagon R+ und Opel bzw. Vauxhall Agila vermarktet wurde.
Am 8. Juni gab Suzuki bekannt, in Sankt Petersburg (Russland) ein Automobilwerk zu bauen, um Autos für den russischen Markt zu produzieren. Toyota und Nissan bauten und produzierten dort ebenfalls. Am 24. Februar 2022 begannen russische Truppen auf Befehl von Staatspräsident Putin ein großangelegten völkerrechtswidrigen Überfall auf die Ukraine. Investoren aus westlichen Ländern wurden de facto enteignet. Suzuki verkaufte sein Automobilwerk für 1 Rubel.

### Suzuki heute

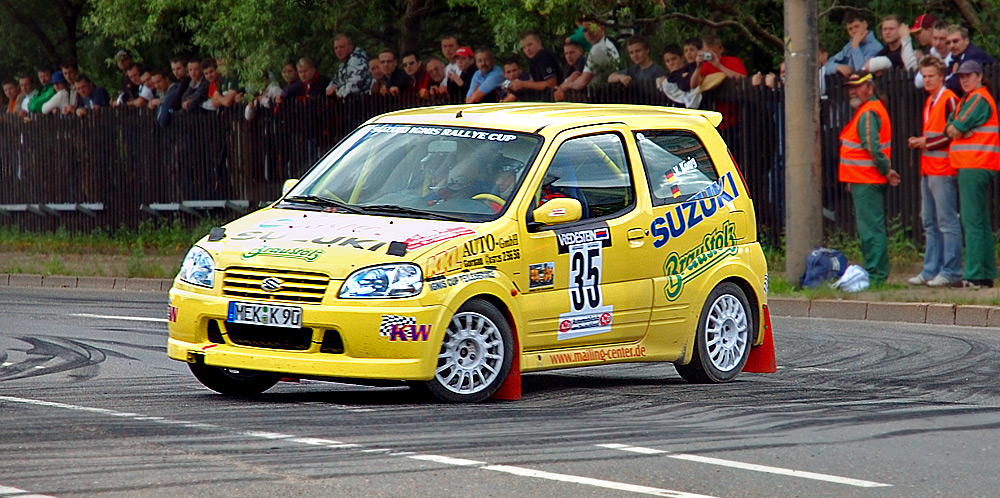
Modifizierter Suzuki Ignis Sport im Rallye-Einsatz

In Japan gibt es sechs Produktionsstätten. Weitere Werke befinden sich in der Volksrepublik China, Thailand, Indonesien, Indien, Pakistan, Spanien, Esztergom (Ungarn) und Ägypten. Suzuki unterhält 35 Hauptproduktionsstätten in 24 Ländern und Regionen. Weltweit werden rund 51.500 Mitarbeiter beschäftigt (Stand Januar 2011).
Die Geländewagen-Modelle Suzuki Jimny und Suzuki Vitara (unter Lizenz als Santana 300/350) wurden u. a. von Santana Motor in Linares, Spanien gefertigt. (Das Werk wurde im Sommer 2011 geschlossen.)
Der Suzuki Swift bzw. der Suzuki Ignis wurden bis 2007 auch für Subaru produziert und als Subaru Justy verkauft.
Im Januar 2010 wurde eine Minderheitsbeteiligung von VW an Suzuki besiegelt. Der VW-Konzern übernimmt 19,9 % an Suzuki, im Gegenzug erhält Suzuki für eine Milliarde US-Dollar ca. 1,9 % der Aktien der Volkswagen AG. Suzuki-Vorstandsvorsitzender Osamu Suzuki schloss eine weitergehende Beteiligung von VW aus, da Suzuki nicht als eine Marke von vielen im VW-Konzern untergehen soll. Im August 2011 wurde berichtet, dass Gespräche über die Kooperation zwischen Suzuki und VW zum Stillstand kamen und Suzuki die VW-Aktien wieder abgeben will.
August 2015 erklärte das Schiedsgericht der internationalen Handelskammer in London die Zusammenarbeit von VW und Suzuki für beendet, worauf VW erklärte, die Beteiligung an Suzuki zurückgeben zu wollen. Am 26. September 2015 verkaufte Suzuki seinen verbliebenen Anteil an Volkswagen von 1,5 % an die Porsche Automobil Holding.
2021 stand Suzuki als Motorradhersteller mit 1,2 Millionen weltweit verkauften Maschinen (bis November) auf Platz acht.

## Pkw-Modelle

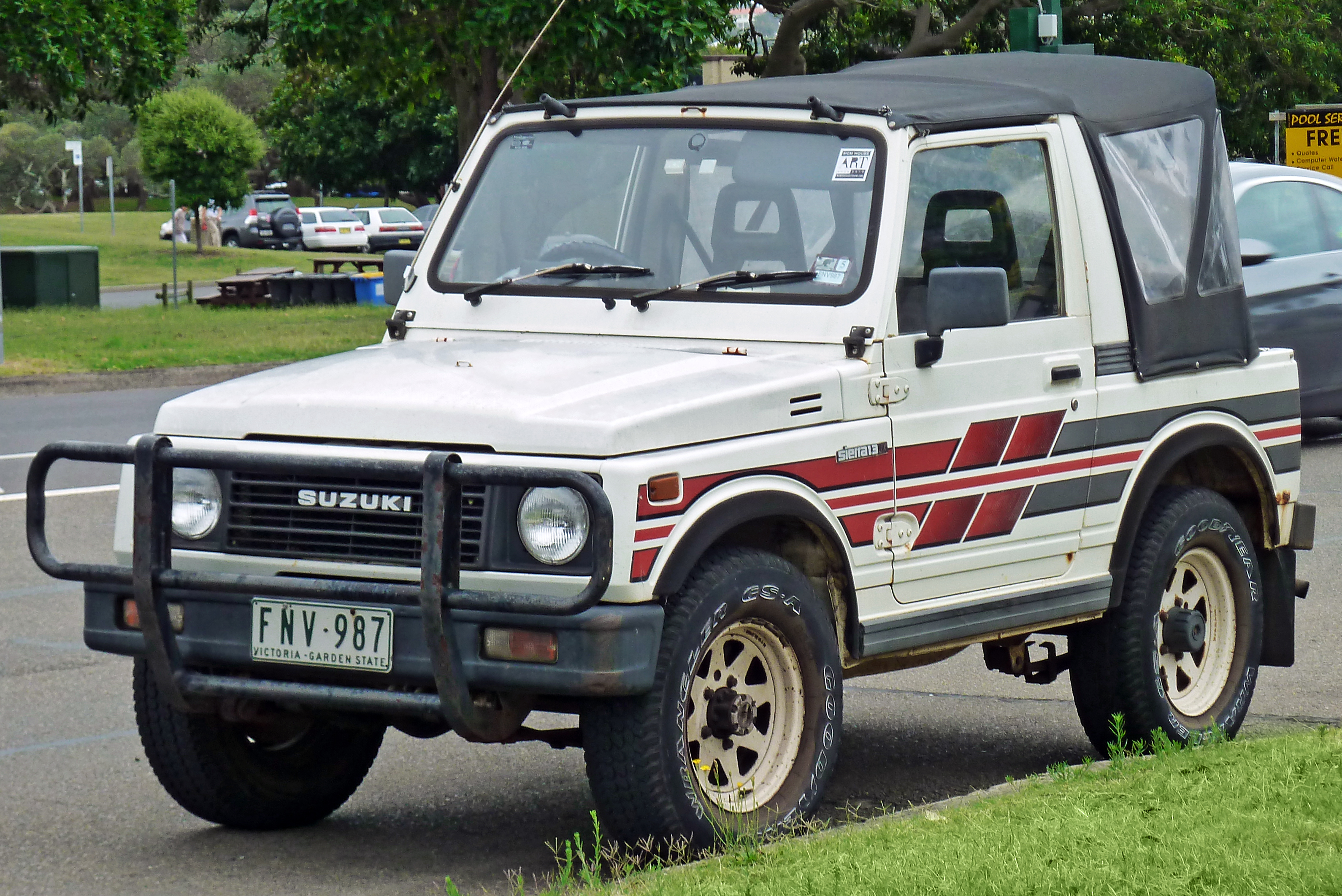
Suzuki SJ, 1984

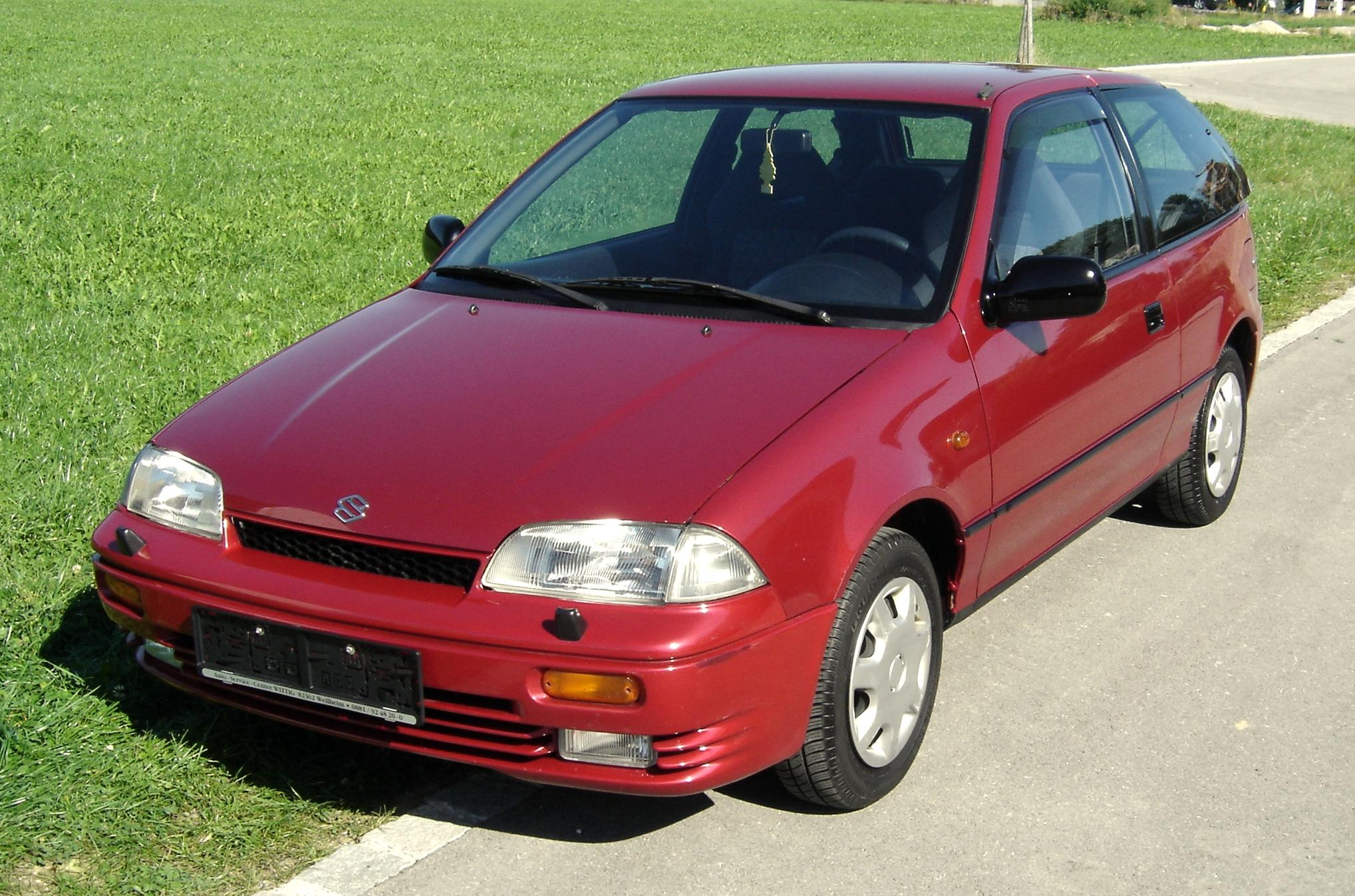
Suzuki Swift, 1989

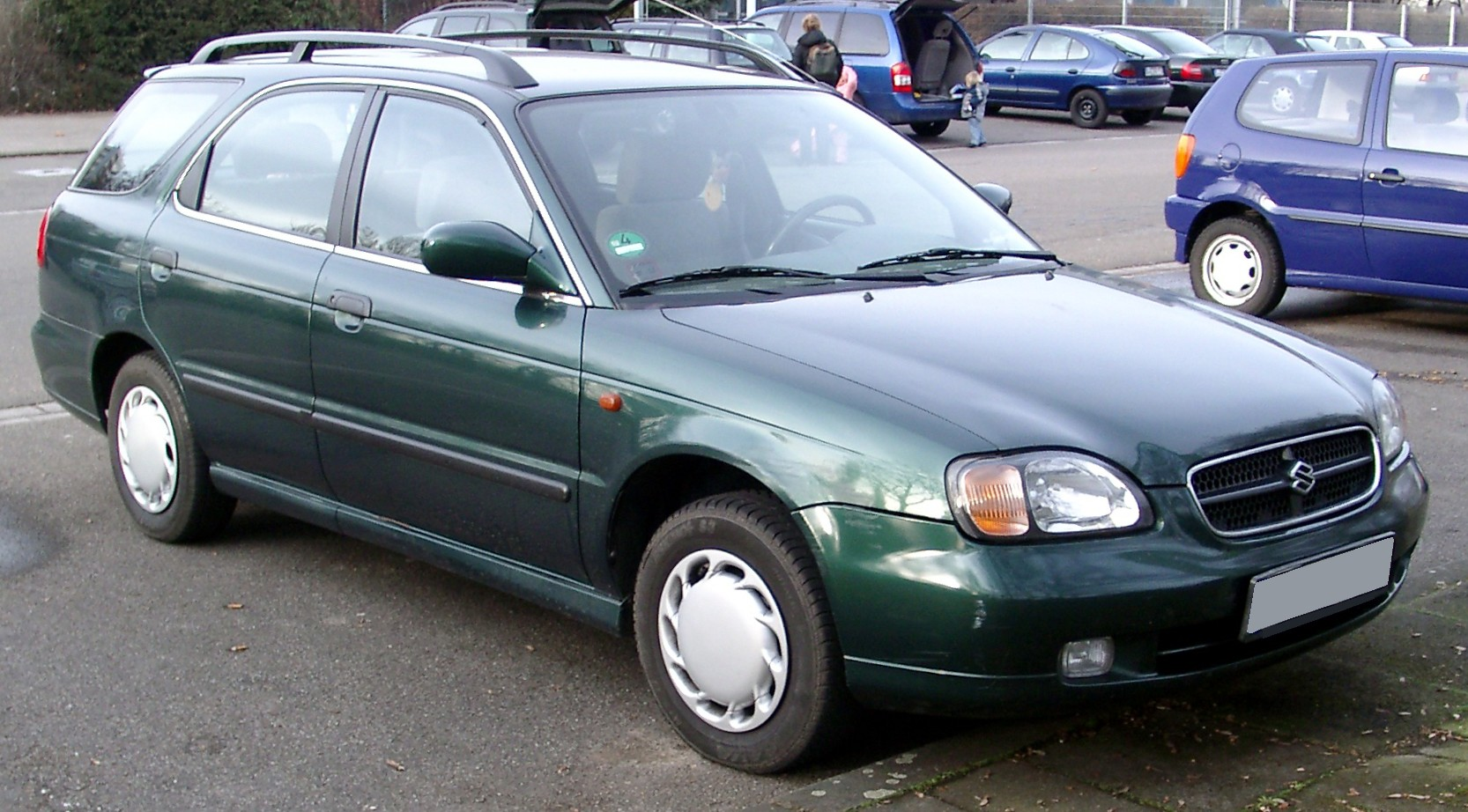
Suzuki Baleno Kombi, 1999

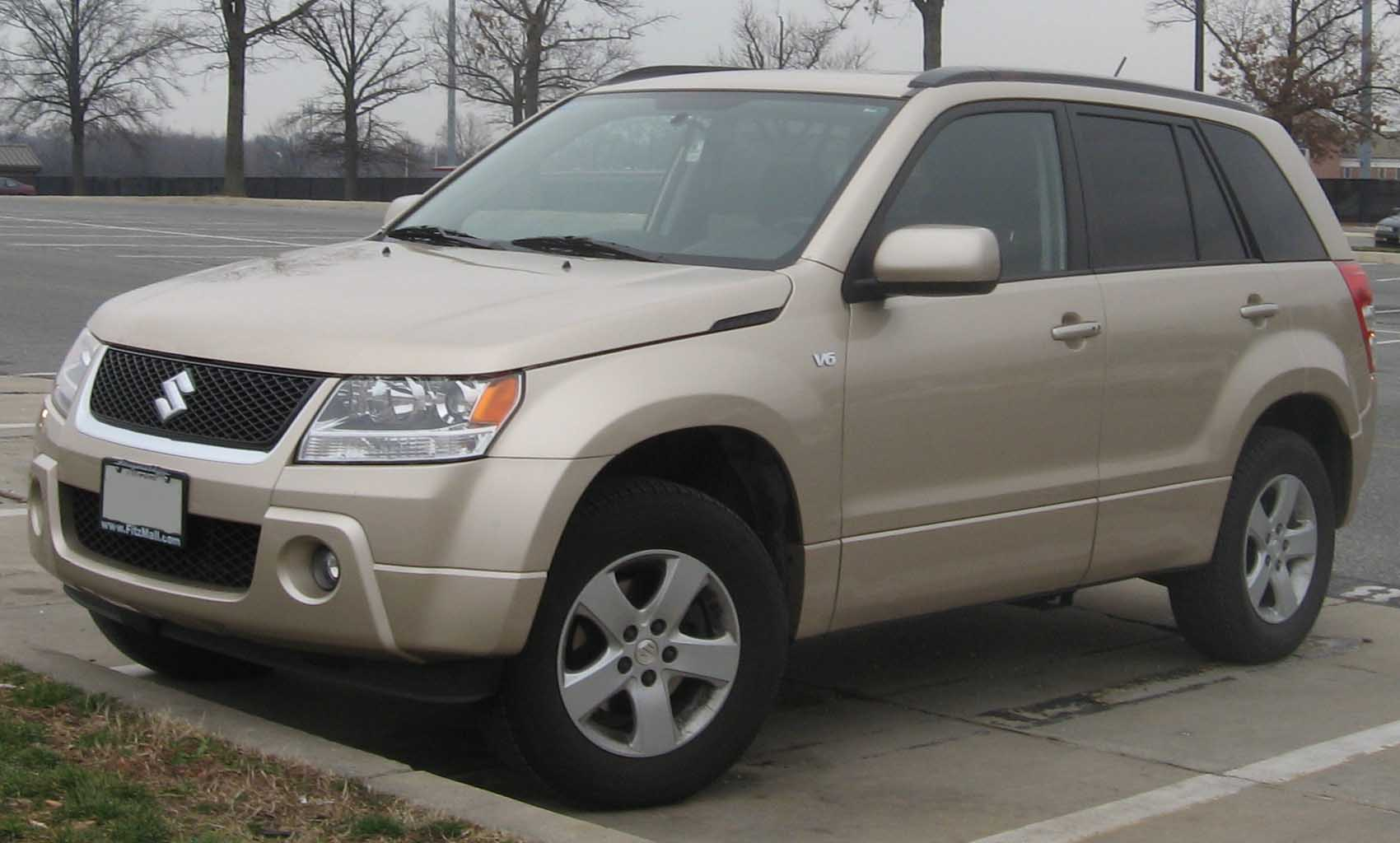
Suzuki Grand Vitara, 2005

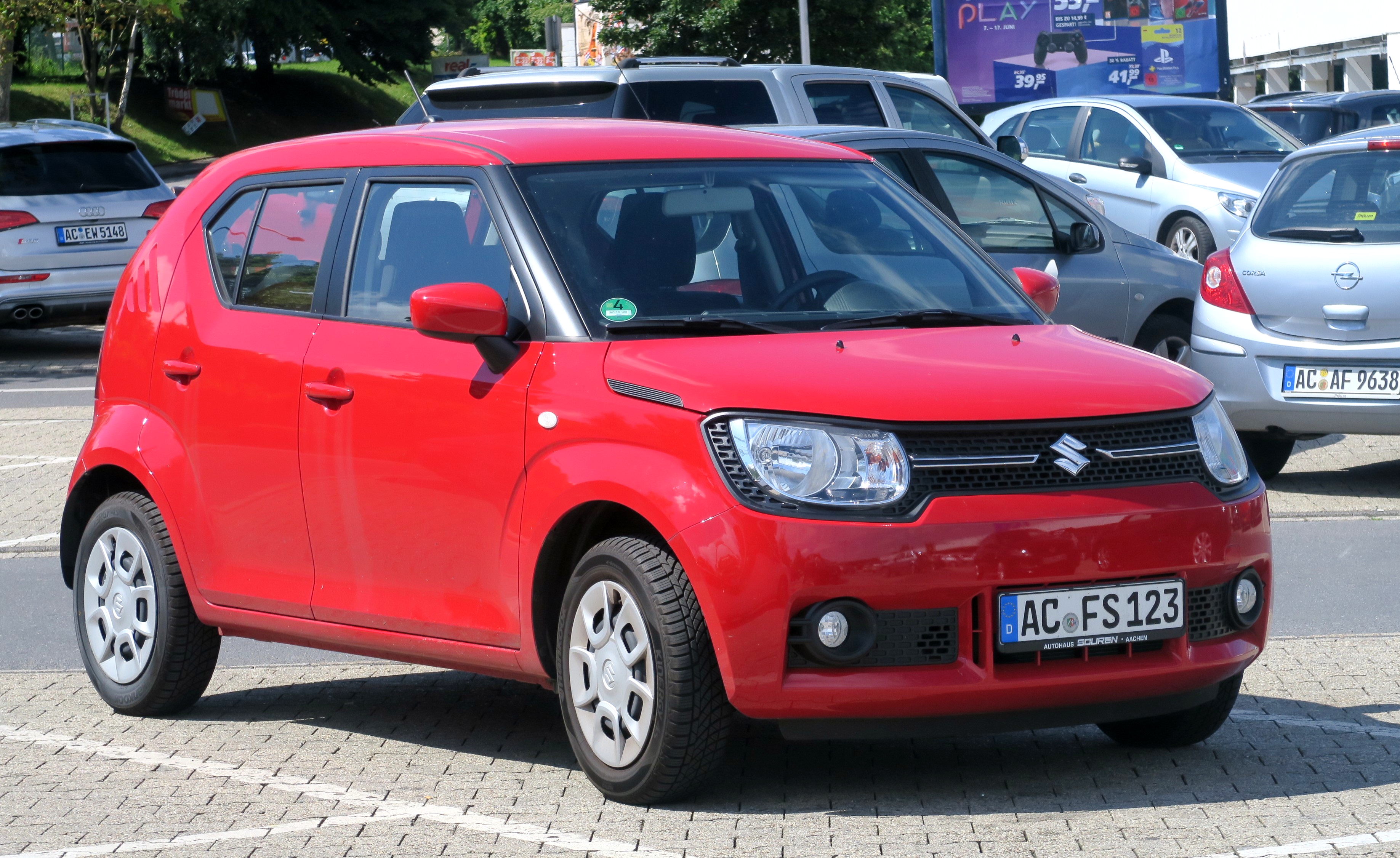
Suzuki Ignis, 2017

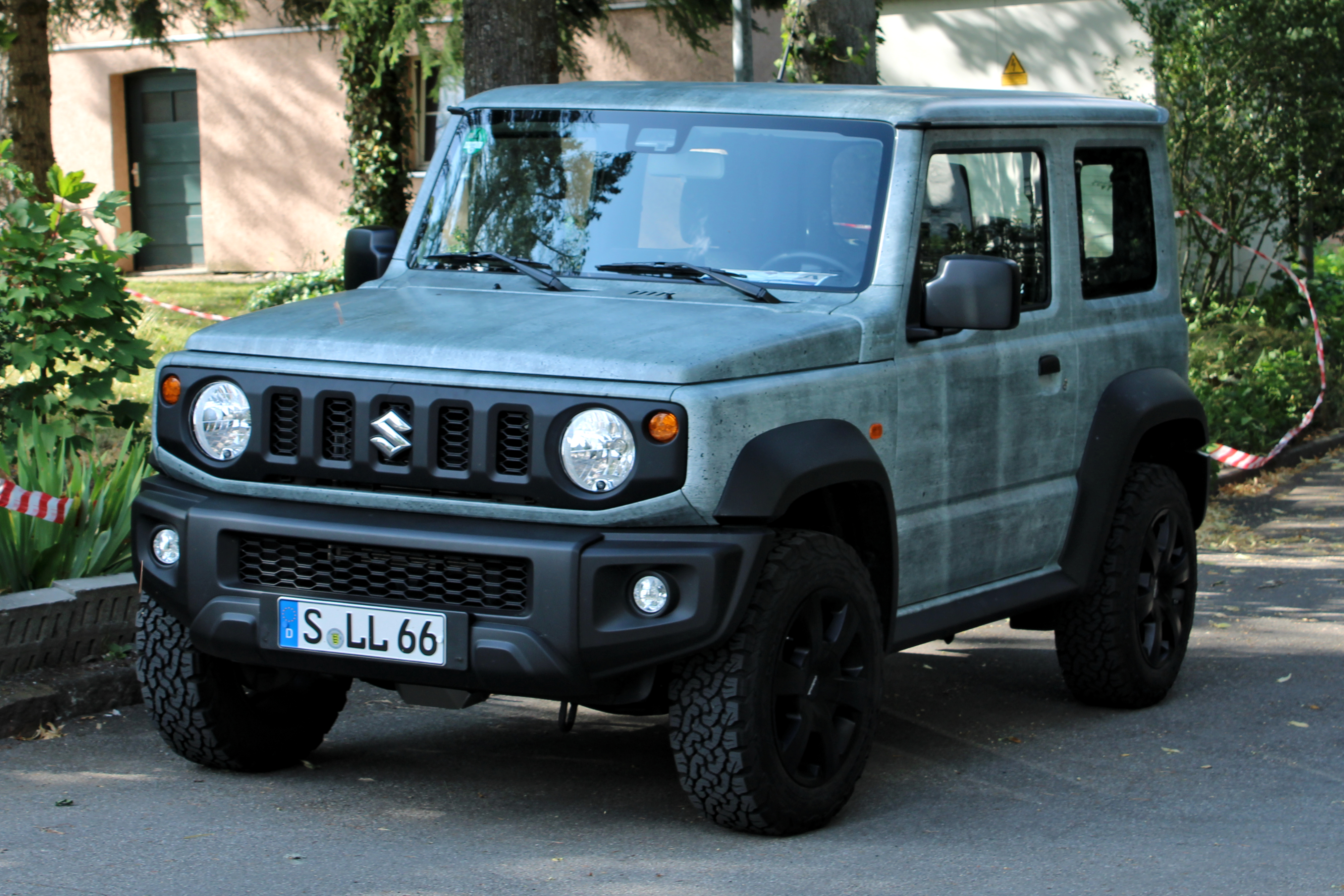
Suzuki Jimny, 2018

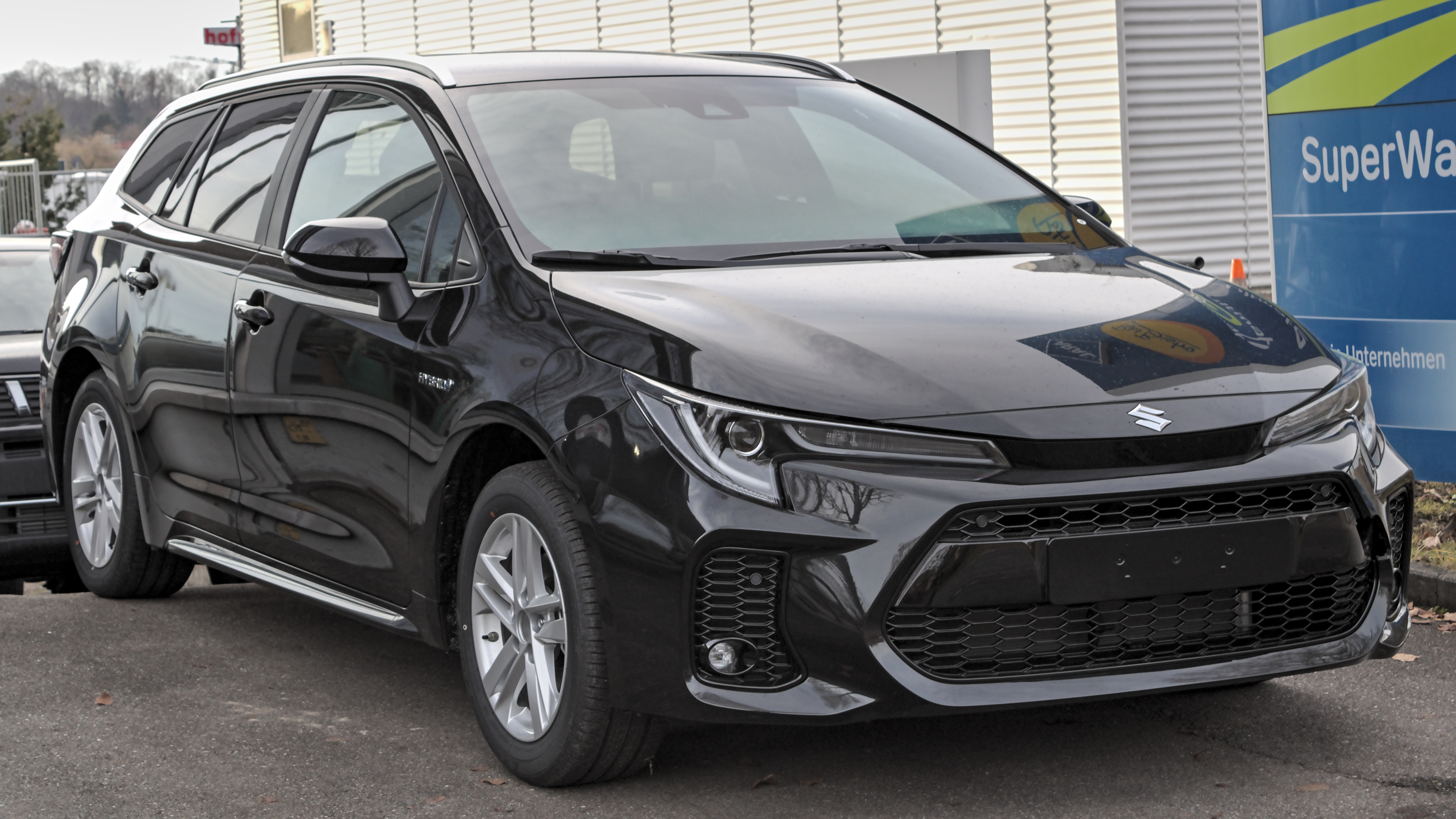
Suzuki Swace, 2020

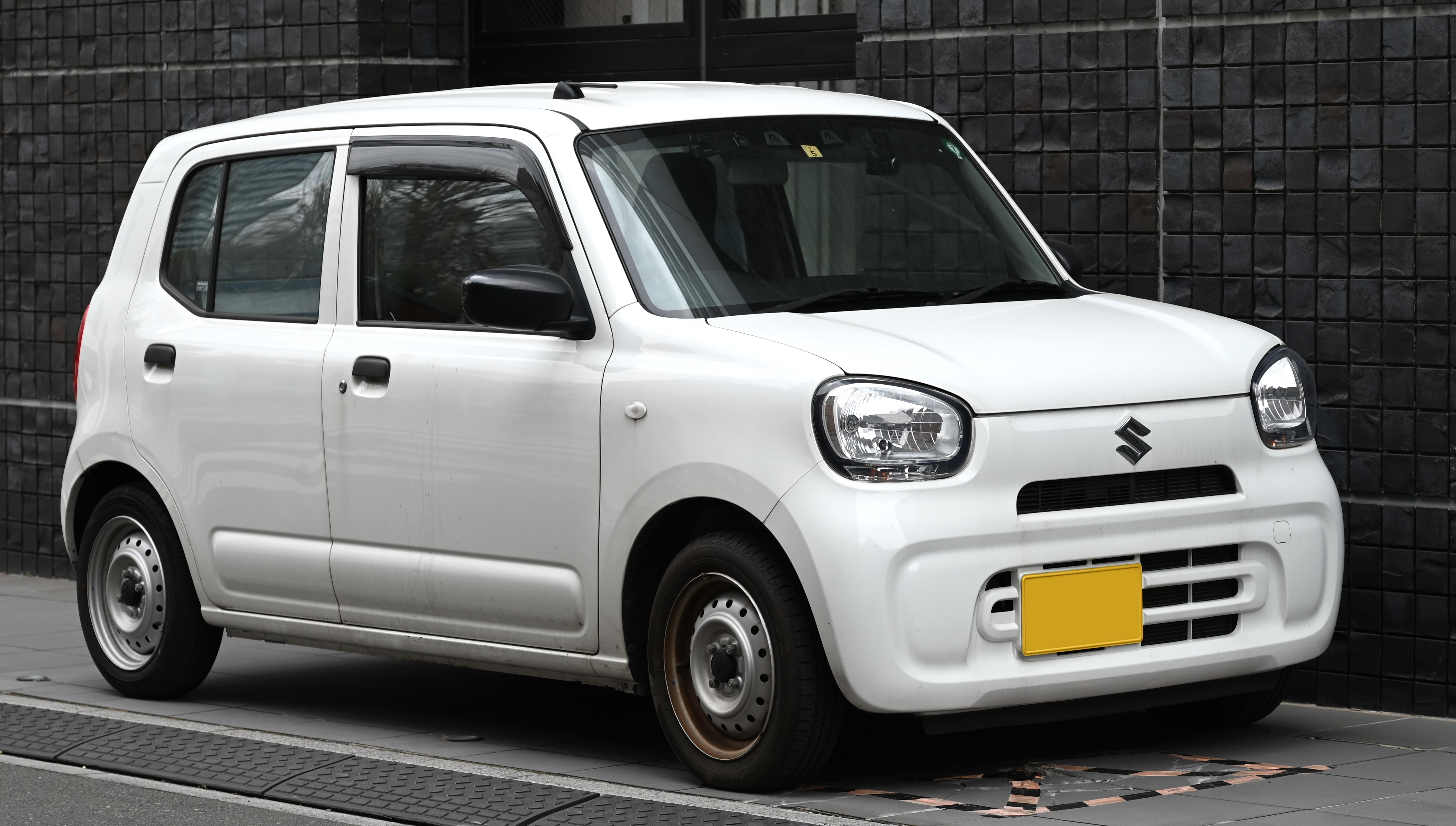
Suzuki Alto, 2021

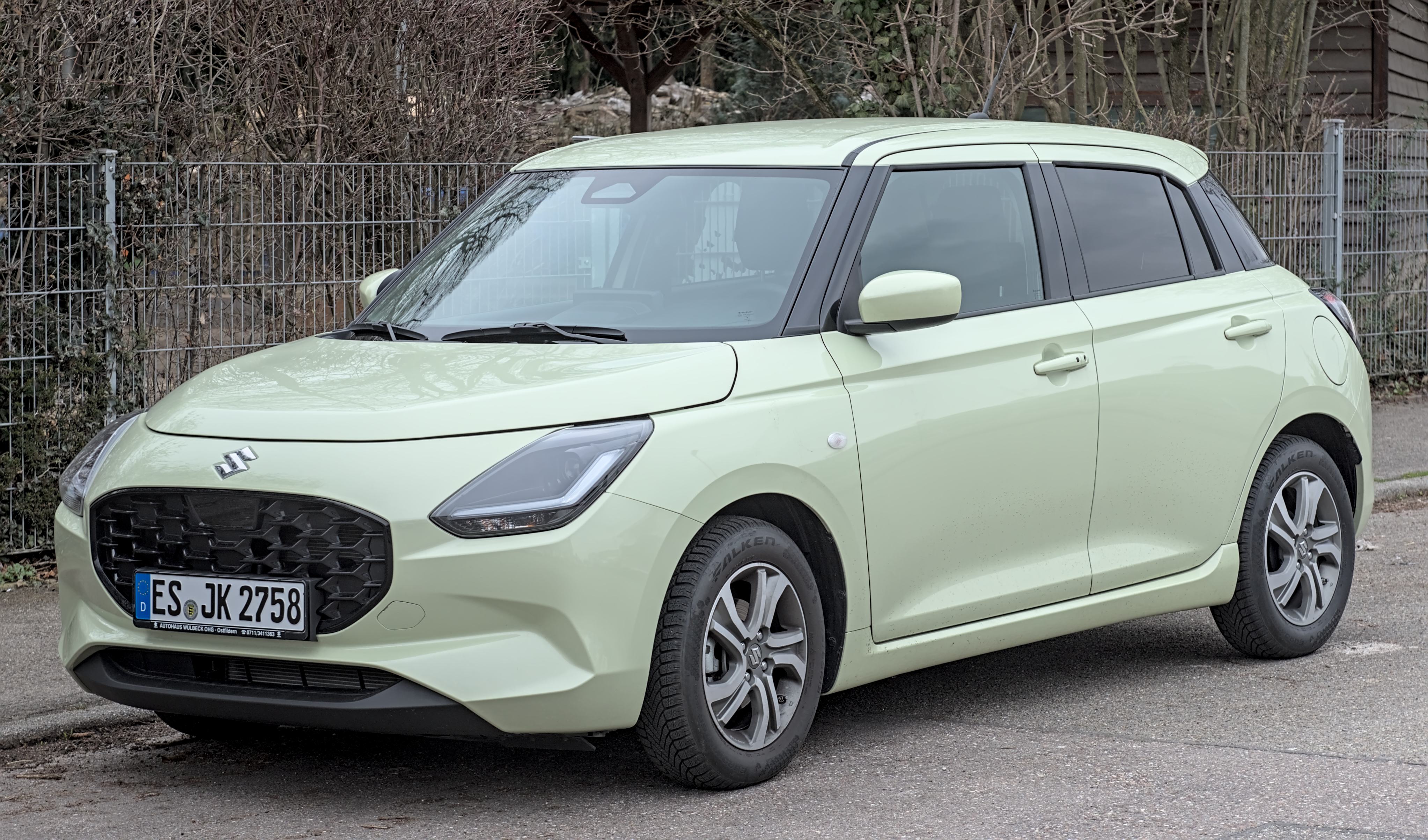
Suzuki Swift, 2024

Suzuki baut viele Fahrzeuge für andere Hersteller, für die sich eigene Entwicklungen in diesen zumeist eher kleinen Segmenten nicht lohnen.
Aktuelle Modelle:
Across |
Alto |
Alto Lapin |
APV |
Baleno |
Bandit |
Brezza |
Carry |
Celerio |
Dzire |
Ertiga |
Escudo |
Every |
e Vitara |
Fronx |
Grand Vitara |
Hustler |
Ignis |
Invicto |
Jimny |
Karimun |
Landy |
Mega Carry |
S-Cross |
Solio |
S-Presso |
Spacia |
Swace |
Swift |
Vitara |
Wagon R |
Wagon R Smile |
Xbee |
XL6/XL7
Eingestellte/Abgelöste Modelle: 
Aerio |
Alivio |
Cervo HG |
Ciaz |
Cultus |
Equator |
Swift+ |
Twin |
XL7 |
Grand Vitara XL-7 |
Reno |
Kei |
MR Wagon |
Palette |
Esteem |
Every +/Landy |
Aerio |
Kizashi |
Liana |
Grand Nomade |
Sidekick |
SX4 |
Vitara |
Vitara Brezza |
Vitara X-90 |
Wagon R+ |
Sierra |
SJ/Samurai |
Splash |
Verona |
Forenza |
Fun |
Cappuccino |
Cara |
Forsa |
LJ 80 |
Fronte 800 |
Mighty Boy |
Fronte |
Cervo |
Suzulight
Aktuelle Maruti Suzuki Modelle:
Alivio |
Alto 800 |
A-Star |
Alto K10 |
APV |
Ertiga |
EECO |
Celerio |
Ciaz |
Grand Vitara |
Gypsy |
Kizashi |
Cervo |
Omni |
Ritz |
Stingray |
Swift |
Swift Dzire |
SX4 |
Vitara |
Wagon R
Eingestellte/Abgelöste Maruti Suzuki Modelle: 
Zen |
Zen Estilo |
Estilo |
Versa |
Esteem |
1000 |
Maruti 800 |
Baleno |
Grand Vitara XL-7

### Pkw-Modelle

#### Kleinstwagen
- Suzuki Alto (seit 1979)
- Suzuki Kei (1998–2009; nicht in Deutschland)
- Suzuki Lapin (seit 2002; nicht in Deutschland)
- Suzuki Twin (2003–2005; nicht in Deutschland)
- Suzuki Celerio (seit 2014)
- Suzuki S-Presso (seit 2019; nicht in Deutschland)

#### Kleinwagen
- Suzuki Swift (seit 1983)
- Suzuki Dzire (seit 2008)
- Suzuki Splash (2008–2014; baugleich mit Opel Agila B)

#### Kompaktklasse
- Suzuki Baleno (1995–2001; seit 2015)
- Suzuki Liana (2001–2007)
- Suzuki Ciaz (seit 2014)
- Suzuki Swace (seit 2020)

#### Mittelklasse
- Suzuki Kizashi (2009–2015)

#### Sportwagen/Roadster
- Suzuki Cappuccino (1991–1997)

#### SUV & Geländewagen
- Suzuki LJ 80 (1978–1982)
- Suzuki SJ 410 (1981–1988)
- Suzuki SJ 413 (1984–1990)
- Suzuki Samurai (1988–2004)
- Suzuki Jimny (seit 1998)
- Suzuki Ignis (seit 2000)
- Suzuki SX4 (2006–2014; in Kooperation mit Fiat; Schwestermodell des Fiat Sedici)
- Suzuki S-Cross (seit 2013)
- Suzuki Vitara (1988–1998)
- Suzuki Vitara X-90 (1996–1997)
- Suzuki Grand Vitara (1998–2015, seit 2022)
- Suzuki Vitara (2015) (seit 2015)
- Suzuki Vitara Brezza (2016–2022)
- Suzuki XL7 (2006–2009; ursprünglicher Bestandteil des Namens des Grand Vitara XL-7, ab Herbst 2006 ein eigenständiges Modell)
- Suzuki Equator (2009–2012; nicht in Deutschland, baugleich mit dem Nissan Frontier)
- Suzuki Hustler (seit 2014)
- Suzuki Xbee (seit 2018)
- Suzuki XL6 (seit 2019)
- Suzuki Across (seit 2020)
- Suzuki Brezza (seit 2022)
- Suzuki Fronx (seit 2023)
- Suzuki Invicto (seit 2023)
- Suzuki e Vitara (ab 2025)

#### Kleintransporter
- Suzuki Wagon R (seit 1993)
- Suzuki Wagon R+ (1997–2006)
- Suzuki Wagon R Smile (seit 2021)
- Suzuki Carry/Super-Carry (seit 1961)
- Suzuki Every (seit 1982)
- Suzuki APV (seit 2004; All Purpose Vehicle, in Europa nicht erhältlich)
- Suzuki Landy (seit 2007; Schwestermodell des Nissan Serena und Toyota Noah und nicht in Europa erhältlich)
- Suzuki Palette (2008–2013; Schwestermodell des Nissan Roox und nicht in Europa erhältlich)
- Suzuki Ertiga (seit 2012)
- Suzuki Solio/Bandit (seit 2011)
- Suzuki Spacia (seit 2013)

#### Rennwagen/Prototypen/Konzeptfahrzeuge
- Suzuki Escudo Pikes Peak
- Suzuki Cultus Pikes Peak
- Suzuki GSX-R/4
- Suzuki Kizashi (Konzeptfahrzeug)
- Suzuki Regina/G70 (Konzeptfahrzeug)
- Suzuki eVX (Konzeptfahrzeug)
- Suzuki eWX (Konzeptfahrzeug)

## Motorrad-Modelle

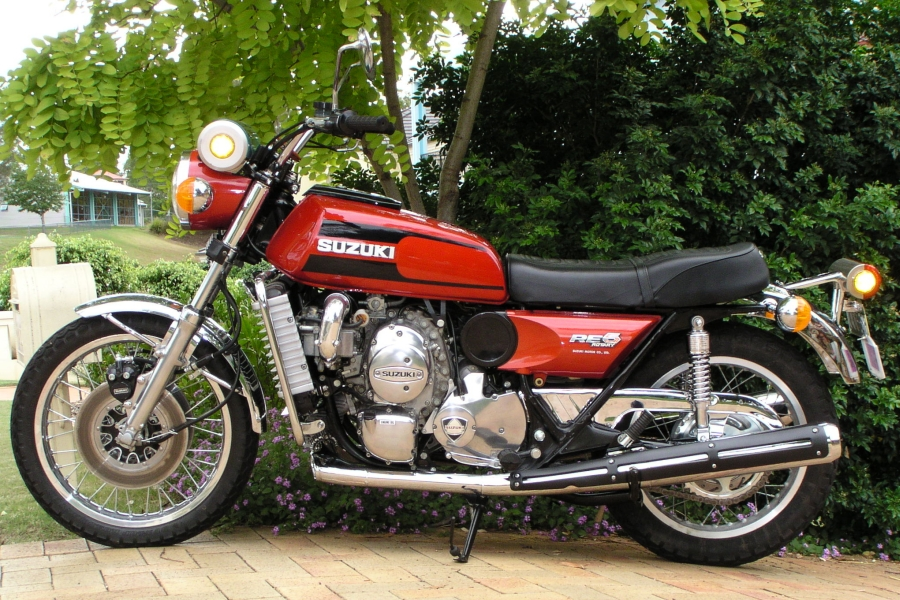
Suzuki RE 5
(RE für Rotary Engine), 1974

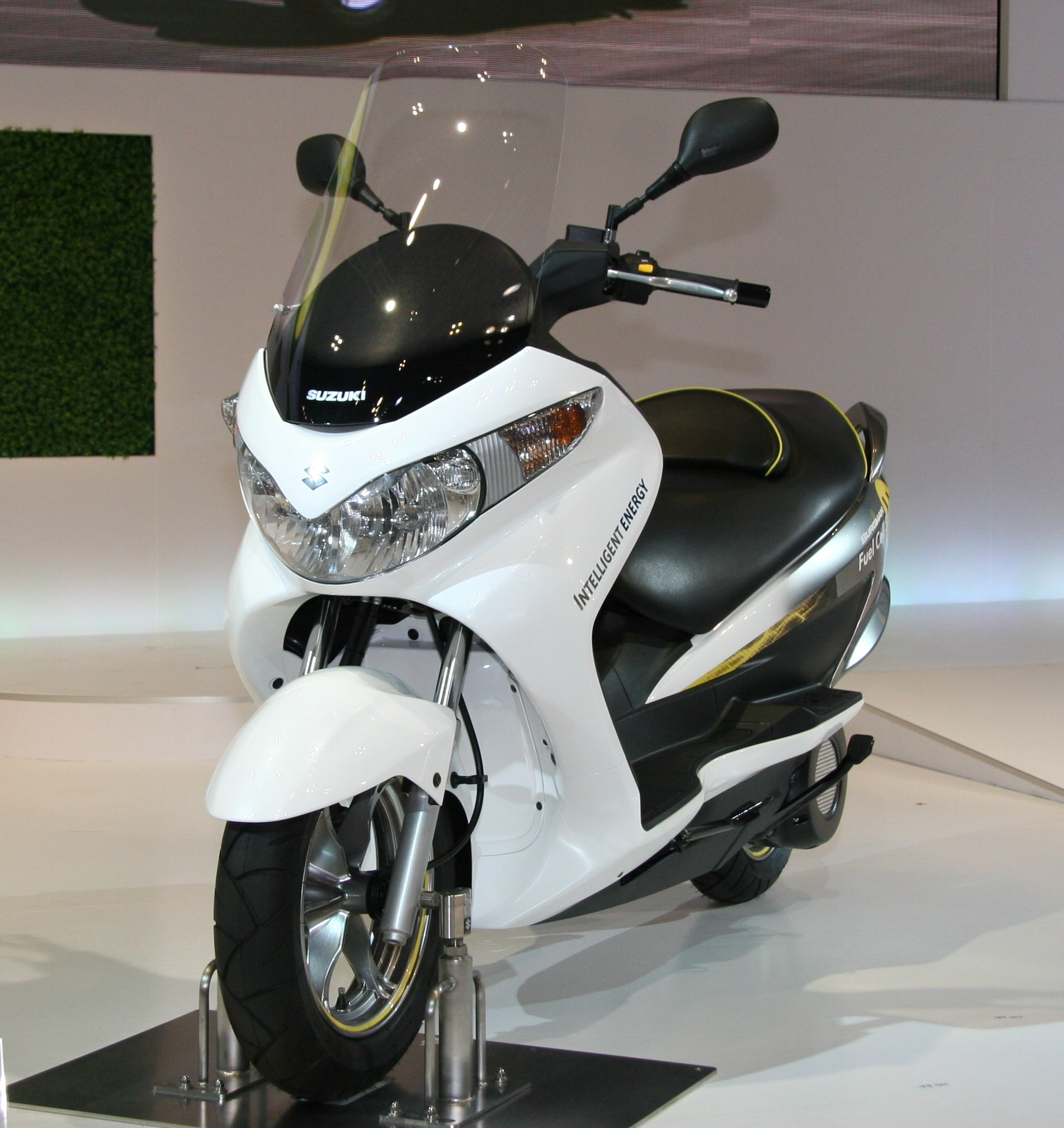
Suzuki Burgman mit Brennstoffzelle, 2009

Zurzeit (2024) vertreibt Suzuki in Deutschland Modelle mit folgenden Motoren (ohne Wettbewerbsmodelle und Roller):
| Bauart | Hubraum  | Supersport | Naked Bike       | Sporttourer   | Reiseenduros                | Cruiser | Bemerkung                   |
| ------ | -------- | ---------- | ---------------- | ------------- | --------------------------- | ------- | --------------------------- |
| R4     | 1340 cm³ | Hayabusa   |                  |               |                             |         |                             |
| R4     | 999 cm³  |            | GSX-S 1000       | GSX-S 1000 GT |                             |         |                             |
| V2     | 1037 cm³ |            |                  |               | V-Strom 1050 V-Strom 1050DE |         |                             |
| R4     | 999 cm³  |            | GSX-S 950 Katana |               |                             |         |                             |
| R2     | 776 cm³  | GSX-8 R    | GSX-8 S          |               | V-Strom 800 V-Strom 800DE   |         | A2-Führerschein mit Drossel |
| V2     | 645 cm³  |            | SV 650 SV 650 X  |               | V-Strom 650 V-Strom 650 XT  |         | A2-Führerschein mit Drossel |
| R1     | 124 cm³  | GSX-R 125  | GSX-S 125        |               |                             |         | Leichtkrafträder            |

### Roller
- Burgman 400

- Burgman Street 125 EX

- Address 125

- Avenis 125

### Motocross
- RM-Z 250
- RM-Z 450

## Weltmeistertitel im Motorrad-Straßenrennsport

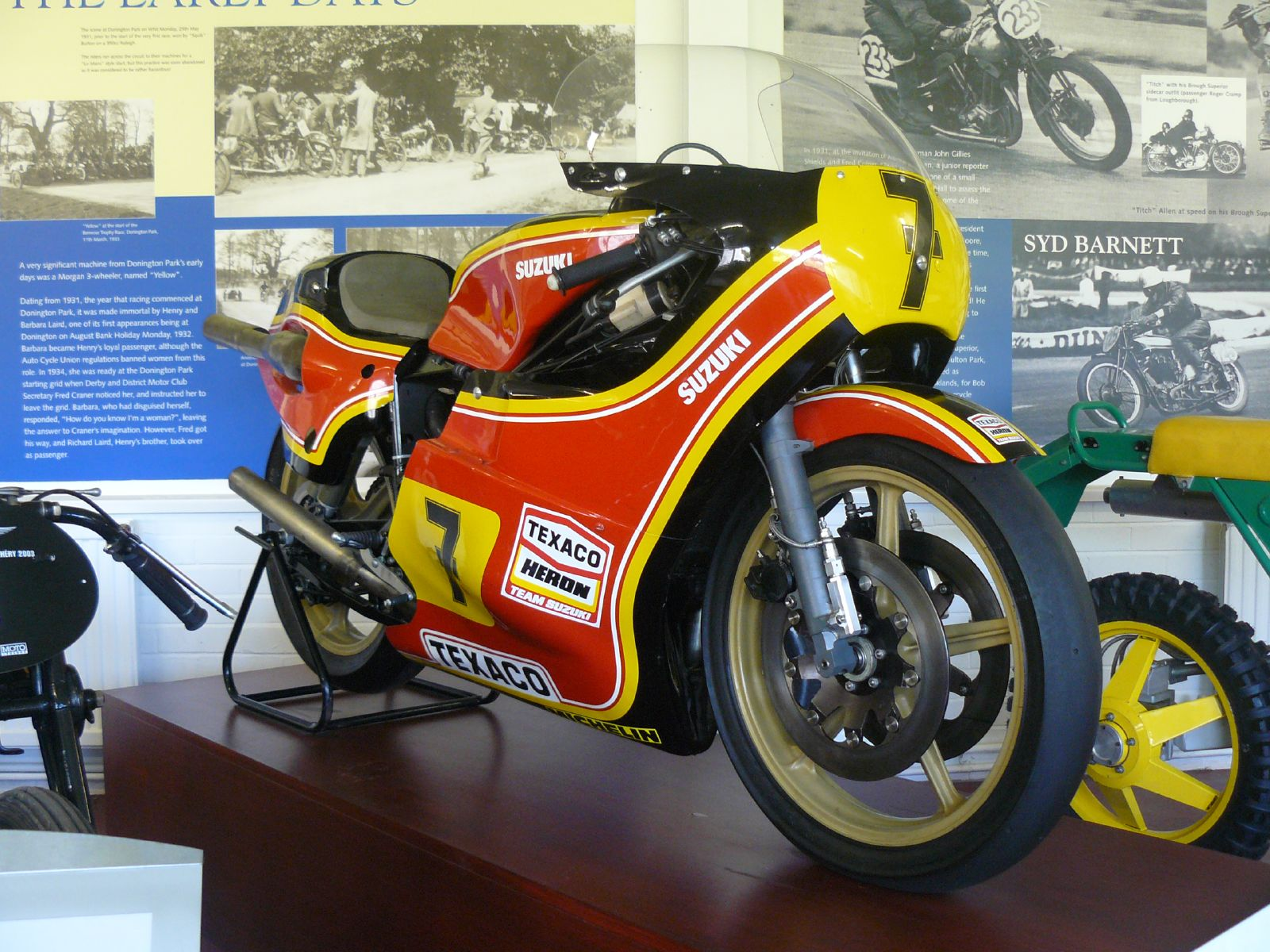
500-cm³-Suzuki von Barry Sheene

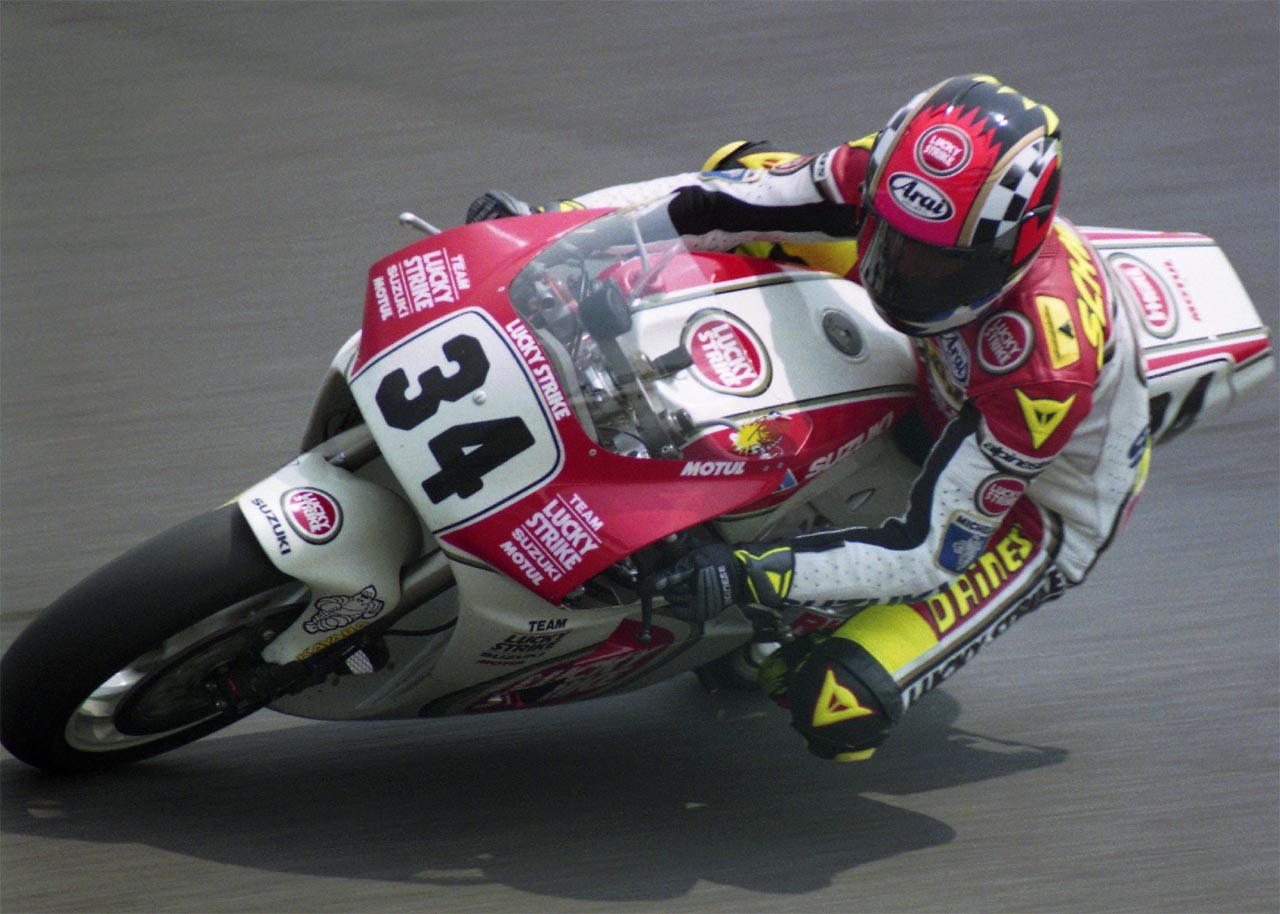
Kevin Schwantz 1993

### Motorrad-Weltmeisterschaft
In der seit 1949 ausgetragenen Motorrad-Weltmeisterschaft erreichte Suzuki bisher in den Solo-Klassen 15 Weltmeistertitel als Hersteller und 16 Fahrer wurden auf Suzuki Weltmeister.

#### Fahrertitel
Hugh Anderson (4)
- Weltmeister in der 50-cm³-Klasse: 1963, 1964
- Weltmeister in der 125-cm³-Klasse: 1963, 1965

 Hans Georg Anscheidt (3)
- Weltmeister in der 50-cm³-Klasse: 1966, 1967, 1968

 Barry Sheene (2)
- Weltmeister in der 500-cm³-Klasse: 1976, 1977

 Ernst Degner (1)
- Weltmeister in der 50-cm³-Klasse: 1962

 Dieter Braun (1)
- Weltmeister in der 125-cm³-Klasse: 1970

 Marco Lucchinelli (1)
- Weltmeister in der 500-cm³-Klasse: 1981

 Franco Uncini (1)
- Weltmeister in der 500-cm³-Klasse: 1982

 Kevin Schwantz (1)
- Weltmeister in der 500-cm³-Klasse: 1993

 Kenny Roberts jr. (1)
- Weltmeister in der 500-cm³-Klasse: 2000

 Joan Mir (1)
- Weltmeister in der MotoGP-Klasse: 2020

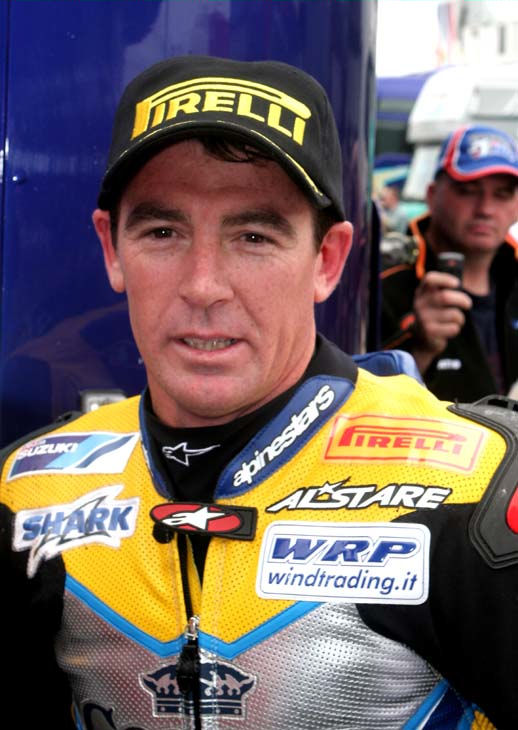
Troy Corser im Jahr seines Titelgewinns

### Superbike-Weltmeisterschaft
Insgesamt konnte Suzuki bisher einen Fahrer- und einen Konstrukteurs-Weltmeistertitel in der seit 1988 ausgetragenen Superbike-Weltmeisterschaft einfahren.

#### Fahrertitel
Troy Corser (1)
- Superbike-Weltmeister: 2005

### Supersport-Weltmeisterschaft
Insgesamt konnte Suzuki bisher einen Fahrer- und einen Konstrukteurs-Weltmeistertitel in der seit 1999 ausgetragenen Supersport-Weltmeisterschaft einfahren.

#### Fahrertitel
Stéphane Chambon (1)
- Supersport-Weltmeister: 1999

## Drag Racing (Motorsport)

### Allgemein

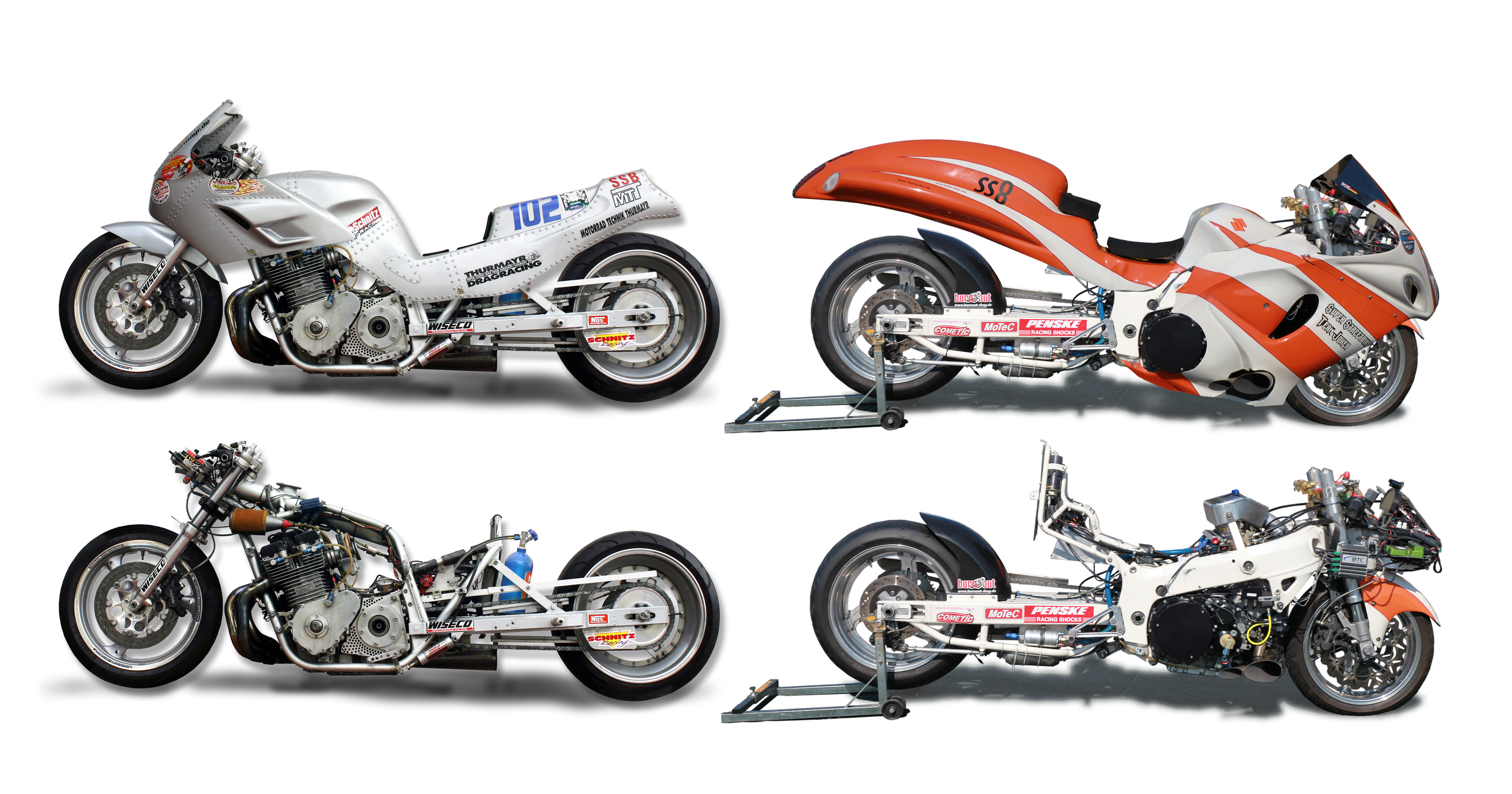
Zwei Suzukis der Klasse SSB: links GSX-Motor mit reiner Lachgaseinspritzung und Eigenbaurahmen (1995). Rechts Hayabusa mit Turboaufladung (2015)

Neben dem klassischen Einsatz im Rundstreckensport (mit von Werksteams unterstützten Maschinen) kommen Motorräder der Marke Suzuki als Individual-Umbauten (also Einzelanfertigungen) sehr häufig in verschiedenen Klassen bei Beschleunigungsrennen vor. Die sogenannten Drag Bikes, meist basierend auf Modellen der oberen Hubraumkategorien (1000 bis 1300 cm³) aus den GSX-, GSX-R- und Hayabusa-Reihe bilden eine sehr beliebte Basis für stark leistungsgesteigerte Rennmaschinen. Zum Beispiel kann der größte verfügbare Serienmotor der GSX-Reihe (1100 cm³) mit Aftermarket-Komponenten auf einen Hubraum von bis zu 1500 cm³ vergrößert werden. in Kombination mit weiteren optimierten Motorteilen (Kolben, Pleuel, Vergaser, Kurbelwellen, Ventilen etc.) und dem Einsatz von zusätzlichen leistungssteigernden Maßnahmen (Lachgas-Systemen, Turboladern, seltener Kompressoren) sind reine Motorleistungen von bis zu 700 PS (514,8 kW) möglich. Die Rahmen, in die diese Motoren verbaut werden, sind ebenfalls entweder stark modifiziert (Verlängerung des Radstand, Änderung Lenkkopfwinkel, radikale Gewichtsreduzierung), oder gleich komplette Eigenbauten.

### Resultate
Aktuell (2022) liegt in der FIM-Klasse Super Street Bike der Europarekord (stehender Start, jegliche Aufladung, NUR Straßenreifen, über die Viertelmeile) bei 374,79 km/h in 6.596 Sekunden. (Suzuki Hayabusa).
In der Klasse Pro Stock Bike (stehender Start, NUR mechanisches Tuning, Slicks, über die Viertelmeile) bei 308,57 km/h in 6.950 Sekunden.

### Galerie

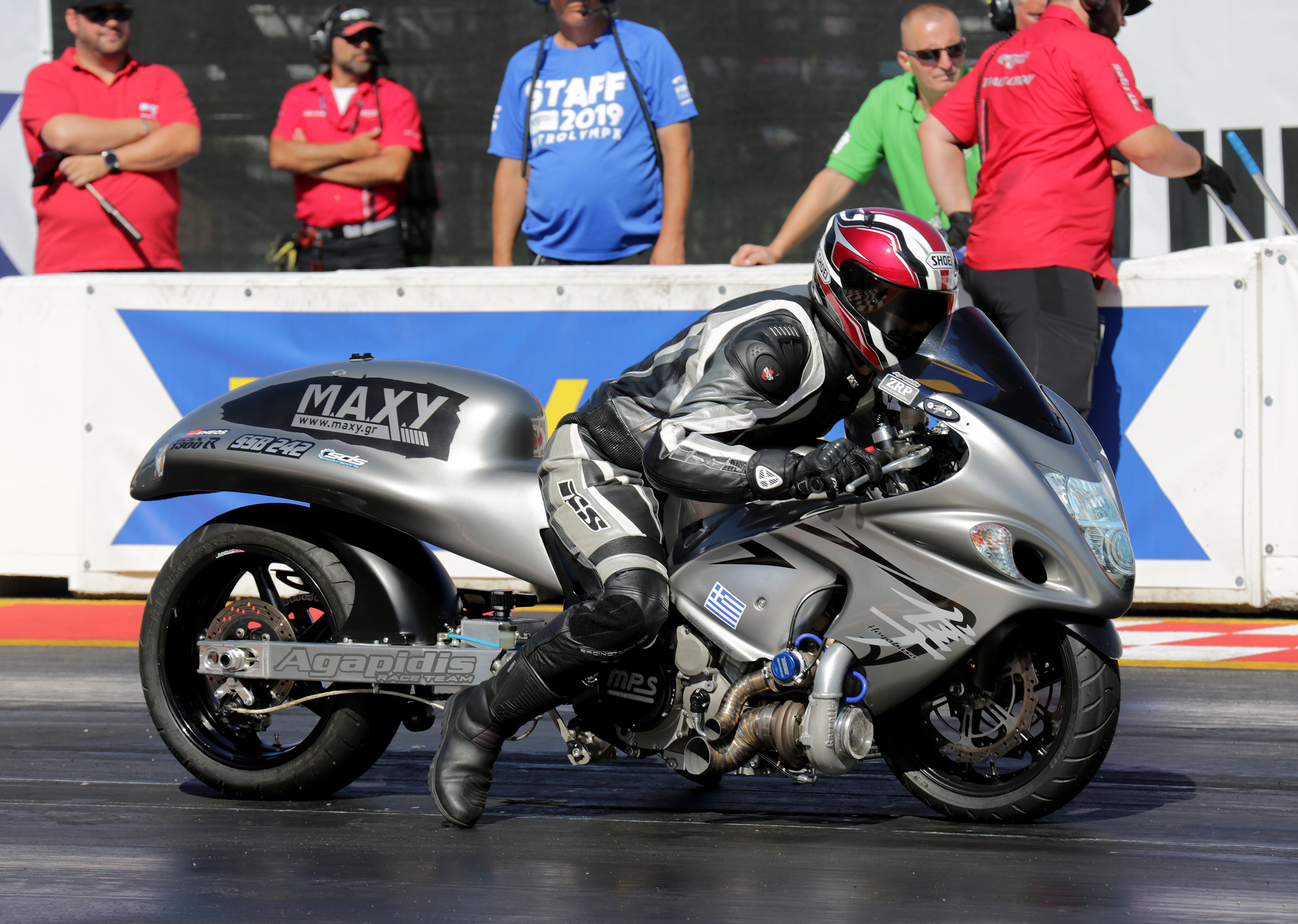
FIM/E Super Street Bike auf Basis Suzuki Hayabusa 1300 Xristos Agapidis (GRE)
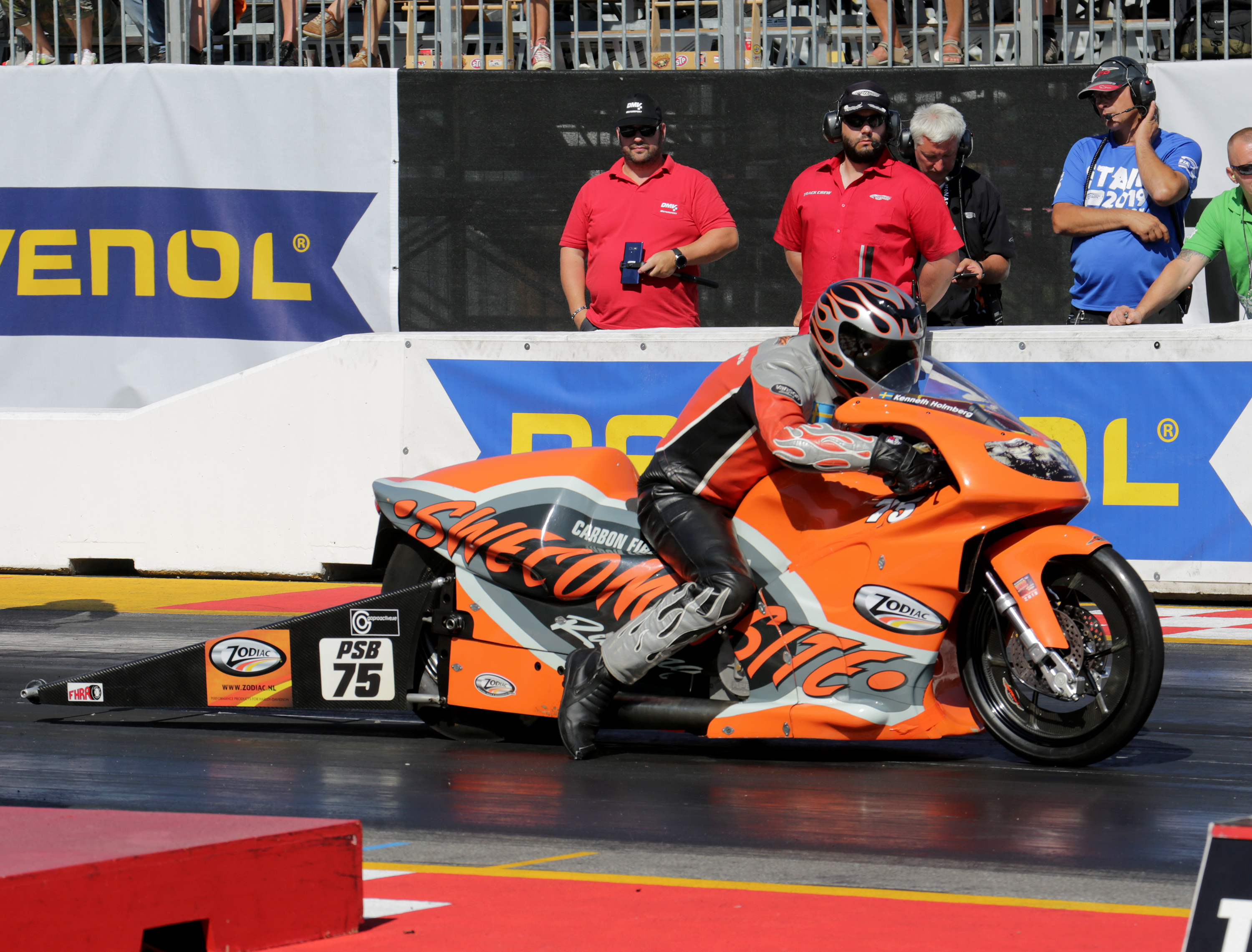
FIM/E Pro Stock Bike auf Basis Suzuki TL 1000 Kenneth Holmberg (SWE)
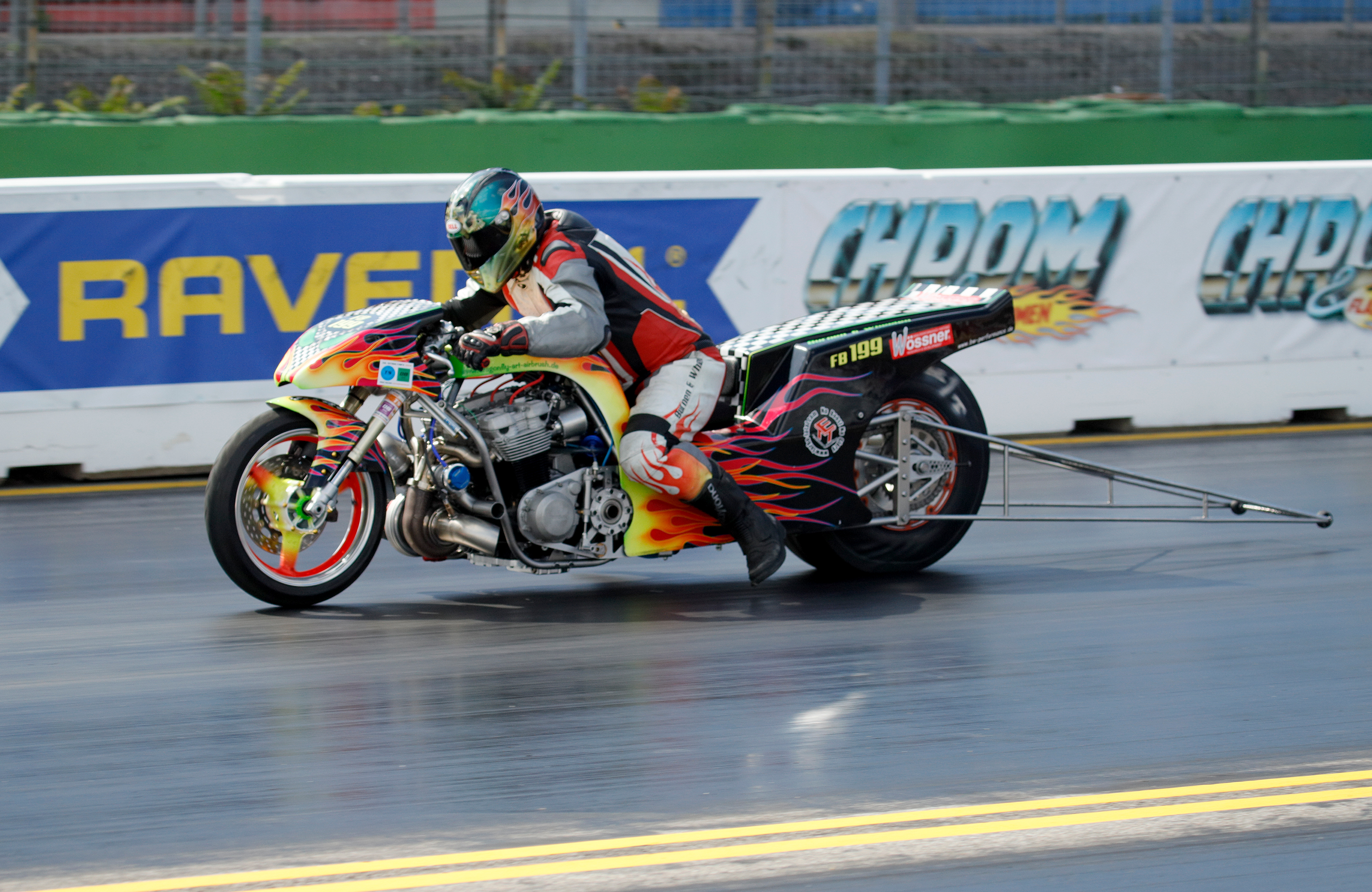
Funny Bike auf Suzuki GSX-Basis. Markus Laur (GER)

## ATV-/Quad-Produkte
(chronologisch)
- ALT 125 (3-Wheeler) ab 1983
- LT 125 (4-Wheeler) ab 1983
- LT 80 (4-Wheeler) ab 1984
- ALT 185 (3-Wheeler) ab 1984
- LT 185 (4-Wheeler) ab 1984
- LT 50 (4-Wheeler) ab 1985
- LT 230 S (4-Wheeler) ab 1985
- LT 230 R (4-Wheeler) ab 1985
- LTF 250 (4-Wheeler) ab 1985
- LTF 280 (4-Wheeler) ab ???
- LT 230 G (4-Wheeler) ab 1986
- LT 230 H (4-Wheeler) ab 1986
- LT 230 E (4-Wheeler) ab 1987
- LT 300 E (4-Wheeler) ab 1991
- LT 300 King Quad (4-Wheeler) ab ???

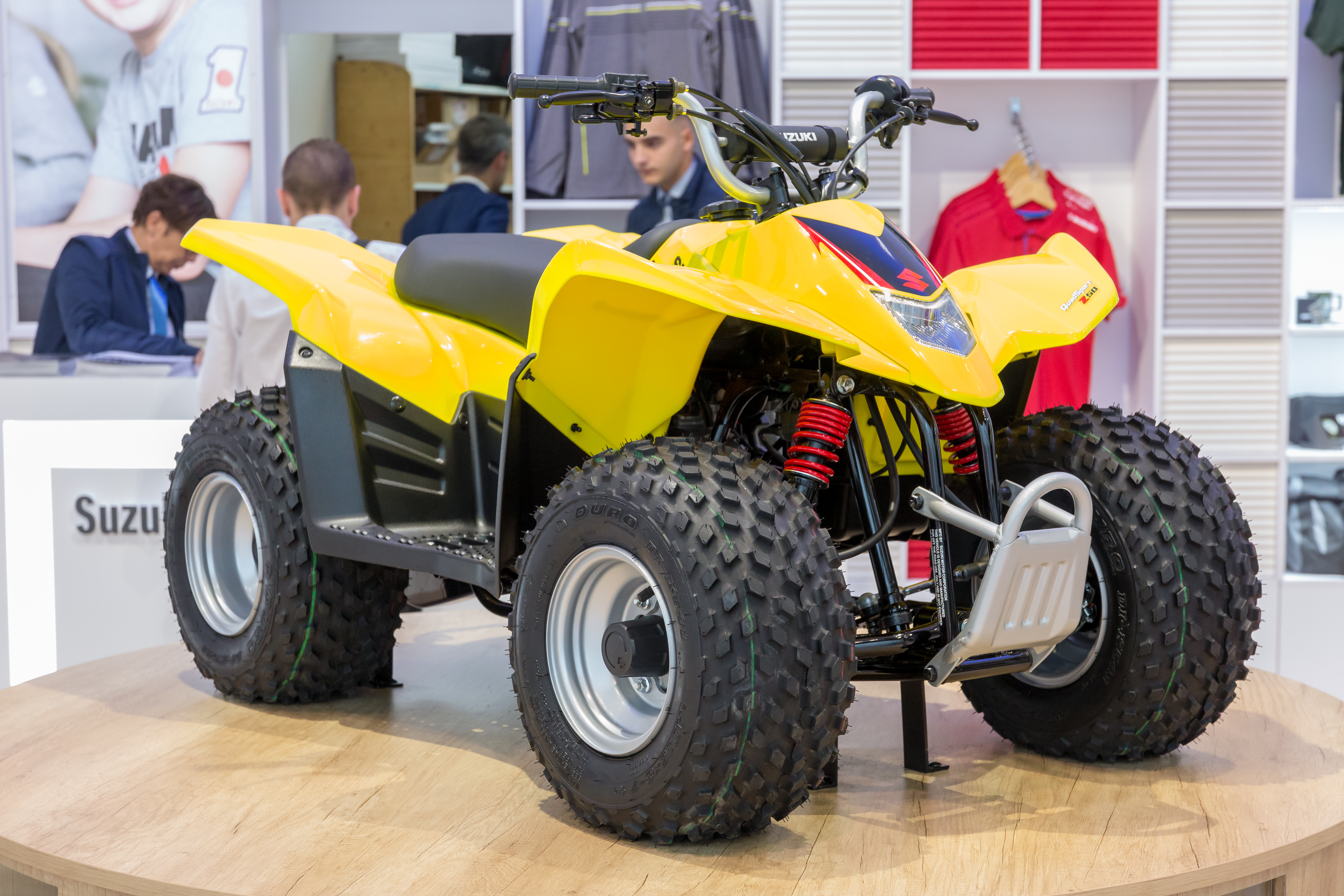
Kinder-Quad QuadSport Z50

- LTF 500 F (4-Wheeler) ab 1998
- LTV 700 (4-Wheeler) ab 2004

Aktuelle Quad-Modelle:
- LTZ 250
- LTZ 400
- LTR 450
- QuadSport Z50

Aktuelle ATV-Modelle:
- KingQuad 450
- KingQuad LT-A700
- KingQuad LT-A750